# Déshabillé

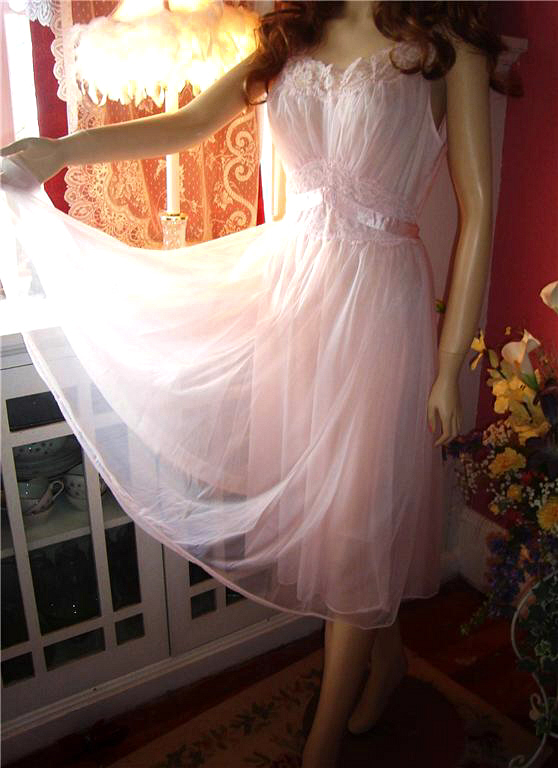
Déshabillé sur un mannequin

Le terme déshabillé a d'abord servi à désigner les robes de chambre pour homme avant de désigner un vêtement d'intérieur féminin ou négligé, constitué d'un ensemble en tissus coordonnés constitué d'une robe de chambre et d'une chemise de nuit, souvent transparente. L'usage du terme s'étend parfois à ne désigner que la robe de chambre, qui se différencie du peignoir ou de la robe de chambre en étant plus élégante, la rapprochant plus de la lingerie que du vêtement d'intérieur. En réaction à la crise de 1929 et jusque dans les années 1960 les actrices hollywoodiennes s'affichent à l'écran en lingerie du soir arborant très souvent des déshabillés ou nightgowns de la marque Olga, fabriqués historiquement au Mexique.
C'est un vêtement séduisant, et l'image de la femme en déshabillé est généralement associée à l'élégance, au raffinement et au charme. Le déshabillé long, transparent, avec dentelles ou ornements est devenu symbole de sex-appeal en photographie et au cinéma. Cette lingerie de luxe est portée par Elizabeth Taylor dans La Chatte sur un toit brûlant de Richard Brooks (1958) ou Grace Kelly dans Fenêtre sur cour d'Alfred Hitchcock (1954). 
Du déshabillé dériveront la nuisette ou babydoll, dans des versions courtes plus aisées à porter.